# Alcoolisme étudiant en France
L'alcoolisme étudiant en France est le développement de certaines pratiques de surconsommation d'alcool chez les étudiants, avec de nombreuses conséquences sur le plan sanitaire et social.

## Phénomène générationnel aux multiples facettes
En France, la surconsommation d'alcool dans le milieu étudiant a fait l'objet de rapports politiques, tel que le rapport Wauquiez et le rapport Daoust, sociologiques, et sanitaires. Elle est un enjeu de santé publique, à la fois pour les risques à court terme qu'induisent la surconsommation d'alcool (perte de mémoire, risque accru de violence et de mort accidentelle), que des risques médicaux à long terme (hypertension, cirrhose). La consommation d'alcool augmente le risque d'accidents de la route, qui sont la première cause de décès en France des jeunes de 15 à 24 ans.
Les études toxicologiques de l'Insee montrent, chez les jeunes de 17 ans, une augmentation de l'ivresse depuis 2003, qui s'accompagne d'une baisse de l'usage du tabac et du cannabis. De manière générale, la consommation moyenne d'alcool en France a baissé de 40 % en 40 ans.
Selon une enquête de la mutuelle LMDE en 2006, 23 % des étudiants consomment de l'alcool au moins une à deux fois par semaine. Caractérisée par un certain nombre de pratiques spécifiques, entre autres le développement du binge-drinking, cette surconsommation d'alcool se manifeste principalement dans le cadre de week-ends d'intégrations et de soirées étudiantes, l'alcool étant associé à la fête pour 75 % des étudiants selon cette même enquête. Elle peut également être mise en relation avec la persistance de certaines pratiques de bizutage incluant une consommation d'alcool aboutissant parfois à des comas éthyliques.
Certains incidents appuient que ce phénomène, loin d'être endigué, représente encore un réel problème de santé publique. Parmi les affaires les plus médiatisées, on peut citer notamment :
- En 2010, des cas de comas éthyliques survenus à l'école HEC Paris[10] et à l'université catholique de Louvain[11], une bagarre au bar de l'ESSEC ayant entraîné la mutilation d'un étudiant[12], décès d'un étudiant de l'École polytechnique[12], mort d'un étudiant de l'ISC Paris[12], mort d'un étudiant lors du rendez-vous annuel des étudiants en pharmacie[13], mort d'un étudiant en droit lors d'un séjour organisé par son université[14], plaintes pour viol d'une étudiante de Grenoble École de management à la suite d'un WEI[15] ainsi que de l'ICN Nancy[16].
- En 2011, la mort d'un étudiant de la Skema Business School, étouffé lors de son sommeil en déglutissant[17].
- La mort d'un étudiant en médecine au cours d'un week-end d'intégration en 2009[18].
- Le coma éthylique d'un étudiant de l'ESC Toulouse en 2008 lors d'un week-end d'intégration[19].
- La mort d'un étudiant de l'École centrale Paris après une soirée d'intégration en 2005[20].
- Le saccage dans la nuit du 28 mai 2014 des locaux de l'HEC Paris après une beuverie organisée par des étudiants[21].
- Les polémiques autour des soirées organisées dans le cadre du carnaval étudiant de Caen, notamment en 2019[22].

## Facteurs à l'origine du phénomène
Différents facteurs sont invoqués pour expliquer ce phénomène. Premièrement, le développement de campus en banlieue des grandes villes dans les années 1970 qui pousse les associations étudiantes à organiser des soirées alcoolisées sur ces campus plutôt que dans des salles de soirée conventionnelles.
Deuxièmement, certaines stratégies marketing spécifiques de fabricants de boissons alcoolisées : conditions d'achats intéressantes, sponsoring de certaines activités étudiantes, création de produits destinés spécialement à cette catégorie de consommateurs, comme le prémix, encourageant la surconsommation[source insuffisante].
Enfin, on peut également citer des facteurs tel que la pression des pairs et la valorisation de la beuverie dans la culture estudiantine. Le manque d'efficacité de certaines stratégies de prévention[source insuffisante] peuvent aussi jouer. En particulier, des stratégies insistant sur le risque pour la santé se révéleraient contre-productives.

## Réaction des pouvoirs publics
La loi Evin de 1991 interdit le parrainage des soirées étudiantes par les fabricants ou les distributeurs d'alcool :

« Toute opération de parrainage est interdite lorsqu'elle a pour objet ou pour effet la propagande ou la publicité, directe ou indirecte, en faveur des boissons alcooliques »

En 2008, une charte des bonnes pratiques est signée par la Conférence des grandes écoles et vise à améliorer la prévention et la sécurité lors des événements festifs. Cette charte a été ratifiée par toutes les écoles membres.
En 2009, la loi Hôpital, patients, santé et territoire mentionne :

« l’interdiction, sauf dans le cadre d’opérations de dégustation, de fêtes et foires traditionnelles déclarées ou nouvelles autorisées, d’offrir gratuitement à volonté des boissons alcooliques dans un but commercial ou de les vendre à titre principal contre une somme forfaitaire »

Cependant, certaines associations estiment que cette mesure est insuffisante, en partie parce qu'elle n'interdit pas aux distributeurs de faire de la publicité sur internet.
À l'initiative de Valérie Pécresse, ministre de l'enseignement supérieur et de la recherche, et après une série particulièrement importante d'incidents graves en 2010, des mesures sont mises en place pour mieux encadrer la consommation d'alcool dans le supérieur à la suite du rapport Daoust. Ces mesures comprennent l'obligation de déclarer tout événement festif en mairie ou en préfecture, la généralisation des contrôles pour vérifier que la loi HPST sur les open-bars est correctement appliquée, ainsi que des cours de prévention dispensés dans les universités.